# Digos
Digos (en cebuano Dakbayan sa Digos, en filipino  Lungsod ng Digos, en inglés Digos City) es una ciudad filipina (Component  ) y un municipio de segunda categoría, situado en la parte sudeste de la isla de Mindanao. Capital de  la provincia de Dávao del Sur situada en la Región Administrativa de Región de Dávao en cebuano Rehiyon sa Davao, también denominada Región XI. Para las elecciones está encuadrado en el Primer Distrito Electoral.
Forma parte de Área Metropolitana de Dávao (Metro Davao).

## Barrios
El municipio  de Digos se divide, a los efectos administrativos, en 26 barangayes o barrios, conforme a la siguiente relación:

## Historia
El actual territorio de la provincia de Davo Oriental  fue parte de la provincia de Caraga durante la mayor parte del Imperio español en Asia y Oceanía (1520-1898).
A principios del siglo XX la isla de Mindanao se hallaba dividida en siete distritos o provincias.
El Distrito 4º de Dávao, llamado hasta 1858  provincia de Nueva Guipúzcoa, tenía por capital el pueblo de Dávao e incluía la  Comandancia de Mati.
El 15 de julio de 2000 le fue concedida la Carta de Ciudad (Charter of the City of Digos) con los siguientes límites:

"...Linda al este, línea 1-2-3 con el municipio de Santa Cruz; al sur, línea 3-4 con el Golfo de Davao; al sur, linea 4-5 con el municipio de  Hagonoy; al suroeste, línea 5-6 con el municipio de  Matan-ao; al oeste, línea 6-7 con el municipio de Bansalán; al norosete, línea  7-8-1 con el municipio de Santa Cruz..."
Charter of the City of Digos.